# Ptah
| p · t | H | A40 |

| p · t | H | A40 |

|  |

|  |

|  |

|  |

|  |

|  |

|  |

|  |

Ptah je staroegyptský bůh doložený už v době 1. dynastie, původně snad uctívaný jen jako lokální bůh v oblasti města Mennoferu, s nímž byl po celou dobu trvání svého kultu spojen. Ve svém kosmologickém aspektu je jedním z bohů země a původcem všech forem hmoty, což vedlo k jeho pojímaní jako patrona řemeslníků a umělců. Častěji je zmiňován od doby 5. dynastie, kdy je jeho jméno součástí jmen některých hodnostářů. V Mennoferské kosmologii zaznamenané na Šabakově desce je pokládán za svrchovaného Stvořitele ostatních bohů a všeho existujícího.
Někdy ovšem postava boha Ptaha splývá s bohem Thovtem.

## Jméno
Podle některých názorů je jméno odvozeno od slovního základu později v egyptštině označujícího vytváření soch a jiných artefaktů – snad je lze přeložit jako „Zobrazovatel“; doložen je řecký přepis jména v podobě Φθα, Řekové jej však většinou ztotožňovali s Héfaistem.